# Obščij Syrt
L'Obščij Syrt (in cirillico russo Общий Сырт) è una catena di deboli rilievi collinari estesa nell'estrema parte sudorientale della Russia europea e nel Kazakistan nordoccidentale; raggiunge una quota massima di 405 metri s.l.m. nella sua estrema sezione orientale.

## Descrizione
Si allunga con andamento sinuoso in senso ovest-sudovest - est-nordest per circa 500 km, interessando i territori degli oblast' russi di Saratov, Samara e Orenburg e della Regione del Kazakistan Occidentale; si salda a nord con le estreme propaggini meridionali degli Urali, mentre il corso del fiume Ural la costeggia a sud per buona parte della lunghezza. Dal punto di vista geologico, i rilievi sono costituiti da sedimentiti (prevalentemente argilliti) di età paleozoica (permiano) e mesozoica.
I rilievi dell'Obščij Syrt, pur con le loro modeste altezze, rappresentano un'importante linea spartiacque fra i bacini idrografici dei fiumi Volga e Ural; hanno le loro sorgenti qui i fiumi Samara, Buzuluk, Bol'šoj Irgiz, Kamelik, tutti compresi nel bacino del Volga, mentre i tributari dell'Ural sono di dimensioni molto meno rilevanti a causa della vicinanza del corso del fiume stesso.
La vegetazione predominante è la steppa, a causa del clima continentale e piuttosto arido; sul versante settentrionale fa in certi punti la sua comparsa la foresta decidua di latifoglie. Il popolamento dell'intera regione è scarso, soprattutto lungo il versante meridionale e occidentale: non esistono grosse città e gli unici centri urbani di rilievo sono situati ai margini: Orenburg, all'estremità orientale, e Oral (Ural'sk in russo), lungo il bordo meridionale.
Il secondo termine del nome, syrt, deriva dal turco, e ha il significato di altopiano piatto.